# 罗纳德·洛帕特尼
罗纳德·洛帕特尼（1944年9月19日—2022年5月5日），克罗地亚男子水球运动员。他曾代表南斯拉夫参加1968年和1972年夏季奥林匹克运动会水球比赛，其中1968年奥运会获得一枚金牌。